# Pierrette (novela)
Pierrette es una novela de Honoré de Balzac, publicada publicada por primera vez en 1840, en forma de folletín en el periódico Le Siècle. Posteriormente fue publicada en dos volúmenes en septiembre del mismo año.
Balzac dedicó esta novela a Anna Hanska, hija de la condesa polaca con la que se casó en 1850, Éveline Hanska .

## Resumen
La novela transcurre durante el reinado de Carlos X (1824-1830) y se desarrolla íntegramente en la llamada ciudad medieval de Provins, en el departamento de Sena y Marne .
Pierrette Lorrain es una joven huérfana, sus abuelos al quedar arruinados, la entregan a sus primos Rogron, dos solteros imbéciles. Ella será la víctima inocente de las manipulaciones de los personajes que intentarán recuperar la fortuna de los Rogron.
El doctor Horace Bianchon denuncia los abusos de que es víctima la joven y quien sugiere a su maestro (Desplein) que la trepanen. Horace ayuda a su maestro en esta delicada operación.

## Cine
La novela Pierrette fue adaptada al cine en 1978 . Adaptación y diálogo Paul Savatier, dirigida por Guy Jorré con Étienne Bierry, Maria Meriko, Georges Werler, Jacques Alric, Valérie Samama y Annick Allières .